# Baozi
Le baozi (chinois simplifié : 包子 ; pinyin : bāo zi), petit pain farci et cuit à la vapeur, est un amuse-gueule très populaire de la cuisine chinoise. Originaire de Chine, il en existe différentes variantes, notamment le nǎihuángbāo (chinois simplifié : 奶皇包) qui est une version spécifique du sud de la Chine (Guangdong). La pâte des versions sud-chinoise contient du sucre, tandis que les baozi du nord sont salés ou nature. Plat emblématique de la gastronomie chinoise, le baozi a influencé de nombreuses cuisines asiatiques, inspirant des spécialités similaires au Japon, en Corée, au Vietnam ou encore aux Philippines.
La farce en Chine du Sud contient souvent de l'œuf dur, tandis que celle de Chine du Nord et de l'Est est plus proche de la farce des buuz mongols ou des jiaozi. Il existe également des versions sucrées dans le Nord, contenant généralement de la pâte de haricot (dousha) : soja rouge (azuki), vert (mungo) ou jaune (soja dans le sens le plus courant).
Les versions du sud sont principalement reconnaissables de l'extérieur au petit carré de papier. Une feuille plus large est utilisée dans la cuisson du nord et est détachée à la vente.

## Description
Il existe différents types de baozi, comme il existe une grande variété de viennoiseries. La pâte est faite généralement à base de farine de blé et d'eau, parfois mélangée à d'autres farines (soja, maïs). Pour rendre la pâte plus blanche, du lait peut remplacer l'eau. Différents types de farces à base de viande ou de légumes sont enveloppés dans une sorte de pâte levée puis l'ensemble est cuit à la vapeur.
Les baozi sucrés sont souvent fourrés de purée de haricots rouges.

## Types

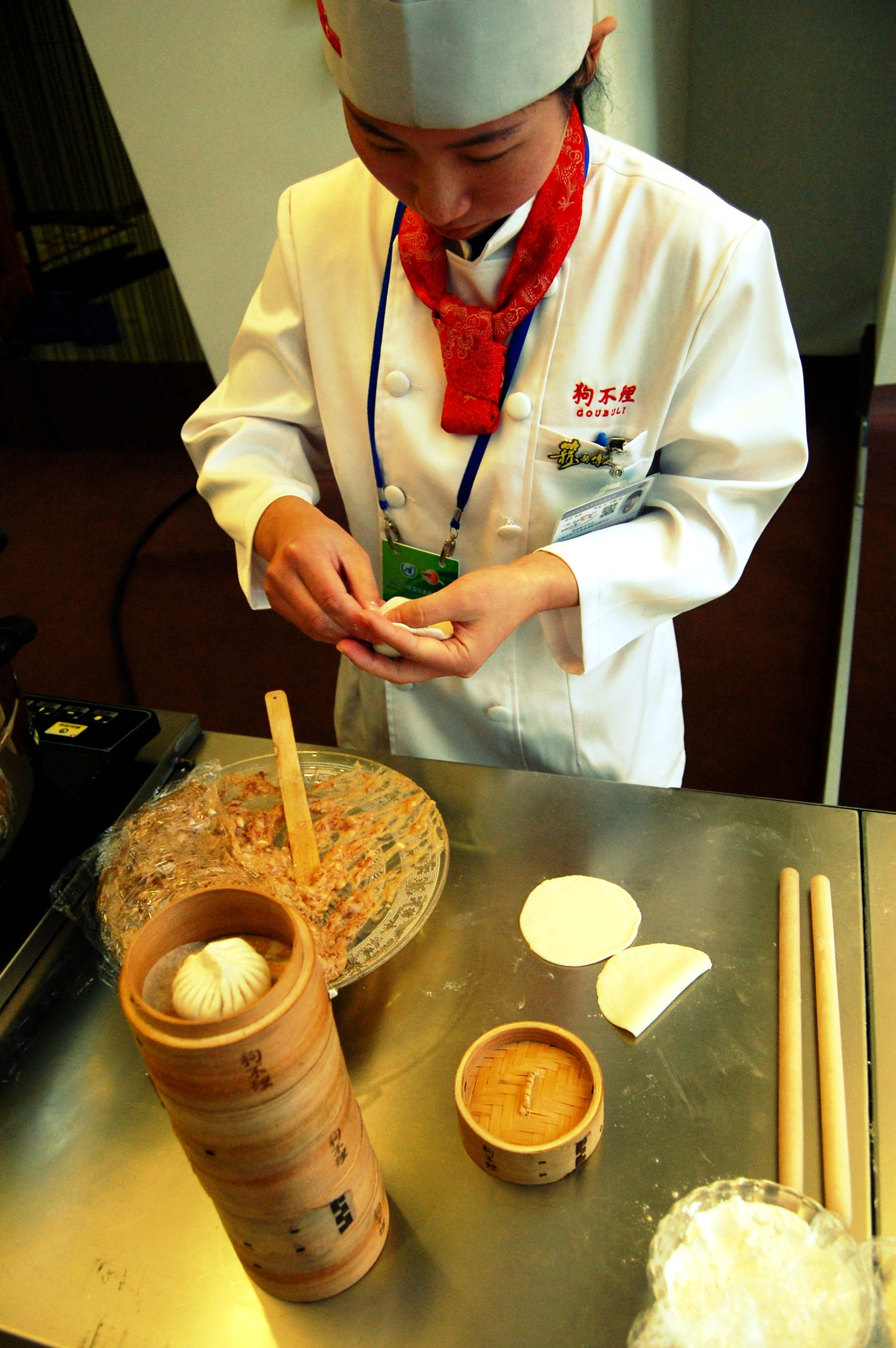
Confection de baozi dans un restaurant de Tianjin.

Il n'y a pas vraiment de classification de types de baozi selon les régions : la taille, la pâte, la farce et le mode de cuisson se déclinent à l'infini. Ils peuvent avoir des appellations différentes selon les régions et les dialectes. Visuellement, les baozi consommés dans le nord de la Chine sont d'une taille plus importante et plus grossiers, tandis que dans les régions du sud, ils sont d'une taille relativement plus réduite et sont plus raffinés. Ces différences tendent à s'estomper du fait des migrations de populations en Chine continentale. Elles persistent dans la mesure où les baozi plus raffinés sont plus chers et donc consommés plutôt dans des restaurants, ou distribués dans les grandes et moyennes surfaces, tandis que les baozi plus grossiers sont plutôt consommés par des travailleurs pauvres, souvent vendus dans des échoppes modestes et par des marchands à la sauvette, ou servis en restauration collective à bas prix.
On peut cependant citer :
- cairoubao (菜肉包, càiròu bāo), littéralement « baozi aux légumes et viande », terme générique pour désigner tout baozi farci aux légumes et à la viande.
- xiaolongbao (小笼包 / 小籠包, xiǎolóng bāo), littéralement « baozi de petit caisson », de très petite taille (4 cm de diamètre environ). Ils sont caractérisés par une pâte très fine et résistante. En effet, leur farce contient du bouillon gélifié qui se liquéfie à la chaleur. La marque la plus connue est Din Tai Fung Dumpling House (鼎泰豐, dǐng tài fēng) dont il existe des établissements dans toute la zone Asie-Pacifique.
- cha shao bao ou tcha siu bao (叉烧包 / 叉燒包, chāshāo bāo), qui est un pain farci à la viande de porc rôti char siu (叉烧 / 叉燒, chāshāo) originaire de la cuisine cantonaise. C'est un pain à part car c'est le seul ouvert sur le haut avant une seconde levée, ce qui fait que la pâte se déchire et donne une forme spéciale. Pour éviter que la pâte se durcisse trop à haute température, il fut une époque où une personne était chargée d'asperger de l'eau fraîche par la bouche : les consommateurs avaient alors l'habitude d'enlever la surface du baozi avant de le manger. Pour des raisons d'hygiène, de nos jours des équipements de cuisine professionnels permettent la vaporisation automatique programmable.
- shanghai guan tang bao (上海灌湯包, shànghǎi guàn tāngbāo), littéralement « baozi rempli de bouillon de Shanghai ». Il s'agit d'un baozi du type xiaolongbao ou non, comportant un petit trou sur le haut, par lequel un bouillon a été versé dans le baozi.
- nai huang bao (奶黄包 / 奶黃包, nǎihuángbāo, « baozi jaune au lait » ou 奶皇包, nǎihuángbāo), qui est un pain farci d'une crème sucrée à base d’œuf et de beurre, issu de la cuisine cantonaise et inventé par Wang Ting-Zhi.
- dousha bao (豆沙包, dòushābāo, « baozi à la pâte de haricot »), la pâte de haricot (dousha), pouvant être au haricot azuki (petit haricot rouge), ou au soja jaune ou plus rarement au soja vert. Dousha signifie littéralement « sable de haricot » en raison de sa texture légèrement granuleuse.
- lian rong bao (莲蓉包 / 蓮蓉包, liánróngbāo), littéralement « baozi à la purée de lotus », fourré à la purée sucrée de graines de lotus.
- shou bao (寿包 / 壽包, shòubāo), littéralement « baozi de la longévité », est un baozi en forme de pêche, symbole de longévité, dont la pâte est teintée de rose et la farce est constituée de dousha d'azuki. Ils sont servis lors des anniversaires.

## Variantes
On peut encore citer un autre aliment proche du baozi mais non farci : le mantou (馒头 / 饅頭, mántou) qui est un petit pain à la vapeur sans goût ou légèrement sucré. Dans la cuisine cantonaise, il est petit (7 cm de longueur contre de grands spécimens pouvant atteindre les 15 cm), généralement servi au petit déjeuner pour accompagner le 粥, zhōu (connu comme soupe de riz en France) ou mangé tel quel avec du lait concentré sucré.
Il faut noter qu'en raison de l'influence de la culture chinoise et de la diaspora chinoise, on peut trouver dans différentes régions du monde des baozi très différents. En Mongolie, ils sont appelés buuz Бууз, la farce étant généralement du mouton,. Au Japon, ils sont connus sous le nom de chūkaman (中華まん, « pain chinois »), まん étant la transcription phonétique de 饅. Les plus connus étant le nikuman (肉まん), à la viande et le anman 餡 (まん) au anko. Au Viêt Nam, ils sont appelés bánh bao, la farce est composée de porc, d'oignon, de champignons, d’œuf, de saucisse et de légumes. Aux Philippines, ils sont appelés siopao, la farce est composée de porc, de poulet, de mouton ou de crevettes séchées,.
À Madagascar, à l'île Maurice et à La Réunion, ils sont appelés pao. En Polynésie française, ils sont appelés chao pao. La farce est composée de porc ou de poulet.